# بلوس
بلوس هي قرية في مقاطعة مشكين شهر، إيران. يقدر عدد سكانها بـ 269 نسمة بحسب إحصاء 2016.